# Jens Brincker
Jens Brincker, född 1937, är en dansk musikforskare, lektor vid Köpenhamns universitet. Han forskar i nordisk musik efter 1945. Han är ledamot av Kungliga Musikaliska Akademien.
Brincker utbildade sig vid Köpenhamns universitet och Det Kongelige Danske Musikkonservatorium. Han anställdes år 1963 vid Musikvidenskabeligt Institut på Köpenhamns universitet och var prorektor för universitetet mellan 1994 och 1998. Genom sitt arbete som författare (bland annat Wien. Drømmeby og undergangsstad, 1993) och som musikrecensent vid Berlingske Tidende sedan 1971 har Brincker gjort stora insatser för att främja förståelsen för samtida musik.
Brincker var ordförande för Det Danske Institut i Damaskus mellan 1996 och 2002, samt ordförande för Kulturministeriets Forskningsudvalg från 1998. Han är också medförfattare till Gyldendals Musikhistorie, volym 1–4 (1982–1984 och 1996).